# 948

## Události
- Ota I. Veliký založil misijní biskupství v Braniboru nad Havolou, Havelbergu, Ribe, Aarhusu a Schleswigu.

## Úmrtí
- Roman I. Lakapenos

## Hlavy států
- České knížectví – Boleslav I.
- Papež – Agapetus II.
- Anglické království – Edred
- Skotské království – Malcolm I.
- Východofranská říše – Ota I. Veliký
- Západofranská říše – Ludvík IV. Francouzský
- Uherské království – Fajsz
- První bulharská říše – Petr I. Bulharský
- Byzanc – Konstantin VII. Porfyrogennetos